# ジャン＝フランシス・オービュルタン

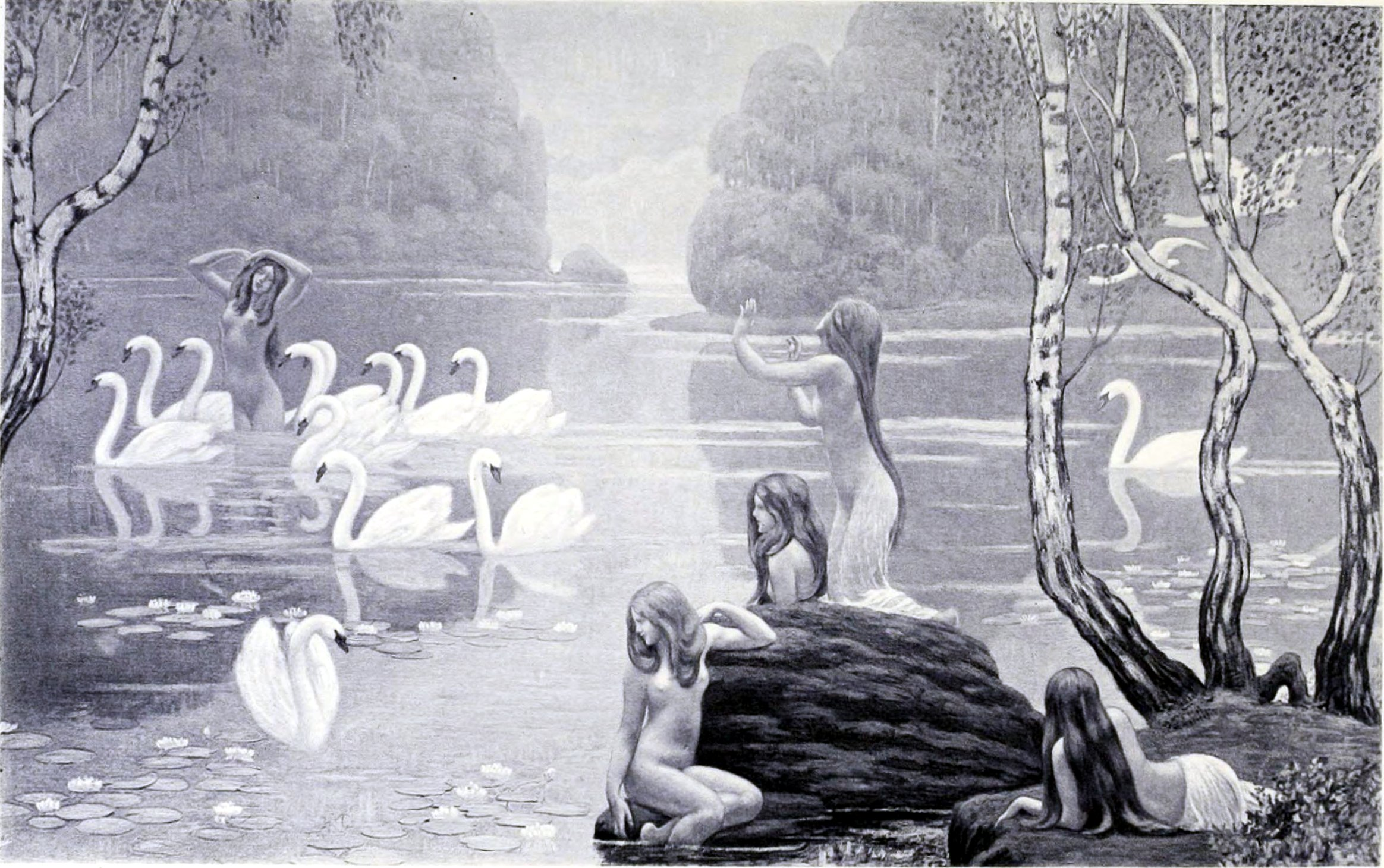
真夜中の白鳥

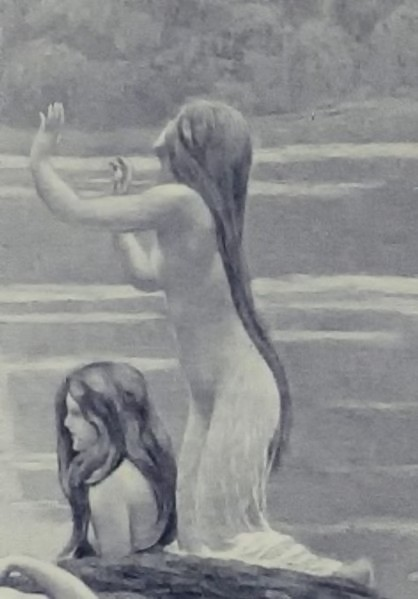
真夜中の白鳥(部分、写真)

ジャン＝フランシス・オービュルタン（仏: Jean Francis Auburtin, 1866年12月2日 - 1930年5月22日）は、フランスの装飾画家。死後ヴァランジュヴィル＝シュル＝メールで埋葬された。

## 生涯
ジャン＝フランシス・オービュルタンはロレーヌ出身でパリ市の建築家アレクサンダー・エミール・オービュルタンの4人兄弟の長男として生まれ、1875年にパリのアルザス学院に入学した。同窓生にアンドレ・ジッド、ピエール・ルイスがいる。その後 パリ国立高等美術学校で画家のテオドール・デビリの下で学んだが、ローマ大賞への応募作品を提出する事なく学校を去り、アルザス学院時代の同級生の姉妹で砲兵隊将軍の娘マーサ・ディロワと結婚した。そして二人は1893年にイタリアへの長い新婚旅行に旅たち、そこで15世紀美術の源に回帰していった。
1897年に、彼はロスコフとバニュルス＝シュル＝メールの水中水族館で動植物の研究を行い、ソルボンヌ大学動物学科の講堂のための大きな装飾画を描くのに有益な多くの海底の動植物のスケッチを描いた。この画は1898年に完成し、後日イヴリー＝シュル＝セーヌにあるDépôt des Œuvres d'Art de la Ville de Parisに預託、保存された。
彼はイル・ドール島やイエール 諸島のポルケロール島に長期にわたり滞在し、またブルターニュ地方のエルキ、イル＝ド＝ブレア島、プルーマナック、ベル＝イル＝アン＝メール等で多くの優れた作品を生み出した。(ポン・タヴェン美術館蔵)
更に彼はコルシカ島、ピレネー山脈の山々、ランド県の湖群、そして友人で画家のアルバート・ベナールと妻で彫刻家のシャーロット・ベナールが住むアヌシー湖畔のタロワール村等も訪れている。
彼はパリのリヨン駅の装飾担当建築家のマリウス・トゥドワールの友人で、1900年にリヨン駅のベル・エポック調の装飾で知られるレストラン「トラン・ブルー」(青列車)の装飾に参加した。また1905年に描きかえられた絵画の一部の制作にも関与した。

1904年に彼はオート・ノルマンディー地方のヴァランジュヴィル＝シュル＝メールの素晴らしい土地が気に入って1907年に土地を購入し弟で建築家のジャック・マルセル・オービュルタンに建築を依頼した。
また彼は、クロード・モネが描いた『ヴァランジュヴィルの税関史の小屋』で有名で、ギヨーム・マレが造園したヴァランジュヴィル村のボワ・デ・ムティエ庭園の建築に協力した。
彼はまたサン＝クルーのカルノー河岸にパリのアトリエを有し、そこにでオーギュスト・ロダンとの友情を育み、彼らは仕事に合わせてモデルを交換するなどした。またそのアトリエで、1914年に彼の友人でアメリカのダンサーロイ・フラーとそのバンドがショーを行った。彼はまた1909年から1920年にかけて、イサドラ・ダンカンのダンス学校でグワッシュ画を描いた。
レジオンドヌール勲章受賞者である
2005年以来オート=ヴィエンヌ県ナンティア町役場に本部を置く「ジャン＝フランシス・オービュルタンの友人と子孫」という協会があり、オービュルタンの詳細な注釈付きカタログの作成と彼の作品を紹介・奨励する活動を行っている。

## 作品
(網羅的リストでは無い)

### デッサン、水彩画、グワッシュ、パステル
- 1895年頃 『グルファールの赤いヨット』, グワッシュ; S ; サイズ ;  高さ: × 幅
- 1897年 - 『巨大な岩の島の眺め』, デッサン, ベージュ色の紙, 黒鉛筆, 墨絵 ; SD ; サイズ ;  高さ: 31cm × 幅:45cm (ルーブル美術館グラフィックアート部門 RMN目録番号 : RF39079, 1977年ルクセンブルク美術館より購入)
- 1897年 - 『鯛』の習作, デッサン, 黒鉛筆, 墨絵 ; SD hg ; サイズ ;  高さ: 30,8cm × 幅:45,1cm  (ルーブル美術館グラフィックアート部門 RMN目録番号 : RF39080 1977年ルクセンブルク美術館より購入)
- 1897年頃 『エルキー』, 紙、グワッシュ ; S ; サイズ ;  高さ: 30cm × 幅:75cm (ムードン美術史博物館)
- 1897年 - 『カニとイチョウガニ』(海底の習作、1897年9月1日ロスコフ), 紙に水彩画 ; ( ロスコフの図像学部門)
- 1897年 - 『藻類』』(海底の習作、1897年9月3日ロスコフ) 水彩画と黒インク; SD ; サイズ ;  高さ: × 幅:(ロスコフの図像学部門)
- 1897年 - 『岩穴の鳥』の習作, 墨絵とグワッシュ; SD ; サイズ ;  高さ: × 幅:(ロスコフの図像学部門)
- 1904年 - 『プールヴィルの浜』, 紙カンバス, グワッシュ, 木炭画 ; SD ; サイズ ;  高さ: 51cm × 幅:135cm, (マルロー美術館2007年にフランシーヌとミシェル・クエンティンより寄贈 RMN目録番号 : 2007.1.1)
- 1904年 - 『ポルケロール諸島ル・ソワール』 デッサン, 紙カンバス, パステル ; SDbd ; サイズ ;  高さ: 75cm × 幅:133 (ポー美術館,1912年購入, RMN目録番号:12.3.5)
- 1907年 - 『海辺の松』, 紙, グワッシュ, 鉛筆  ; SD ; (マルロー美術館, 2007年にフランシーヌとミシェル・クエンティンより寄贈, RMN目録番号 : 2008.2.1)
- 不明 - 『ダルジャンの浜辺』, デッサン, パステル ; S ; サイズ ;  高さ: 45cm × 幅:54cm (France)
- 不明 - 『コルシカ島ポルト湾の風景』, デッサン, 水彩画, パステル ; S ; サイズ ;  高さ: 53cm × 幅:70cm (Belgique)
- 不明 - 『崖と荒波』, 紙, グワッシュ,鉛筆; (マルロー美術館, 2007年にフランシーヌとミシェル・クエンティンより寄贈 ; RMN目録番号 : 2008.2.4)
- 不明 - 『松とヒトツバエニシダ』, 紙, グワッシュ,鉛筆 ; S ; (マルロー美術館, 2007年にフランシーヌとミシェル・クエンティンより寄贈 ; RMN目録番号 : 2008.2.5)
- 不明 - 『プールヴィルの断崖、赤い雲』, 紙, グワッシュ,鉛筆 ; S ;  (マルロー美術館, 2007年にフランシーヌとミシェル・クエンティンより寄贈 ; RMN目録番号 : 2008.2.6)
- 不明 - 『プールヴィルの海と断崖』, 紙, グワッシュ,鉛筆 ; S ; (マルロー美術館, 2007年にフランシーヌとミシェル・クエンティンより寄贈 ; RMN目録番号 : 2008.2.7)
- 不明 - 『プールヴィルの断崖』, 紙, グワッシュ,鉛筆 ; S ; (マルロー美術館, 2007年にフランシーヌとミシェル・クエンティンより寄贈 ; RMN目録番号 : 2008.2.12.)
- 不明 - 『赤い雲の下の断崖』, 紙, グワッシュ,鉛筆 ; S ;  (2007年にフランシーヌとミシェル・クエンティンより寄贈 ; RMN目録番号 : 2008.2.15)
- 不明 - 『海辺の松と雲の印象』, 紙, グワッシュ, 木炭画 ; 落款 bd ; サイズ ;  高さ: 32 cm × 幅 :51,5 cm, 2007年にフランシーヌとミシェル・クエンティンより寄贈 ; RMN目録番号 : 2007.1.3.
- 不明 - 『ヴァレンジュヴィル』, 紙, グワッシュ, 木炭画 ; 落款 bd ; サイズ ;  高さ: 32 cm × 幅:51,5cm 2007年にフランシーヌとミシェル・クエンティンより寄贈 ; RMN目録番号 : 2007.1.4.)
- 不明 - 『ベル・イル島グルファール港の船』, グワッシュ; Mbg ; サイズ ;  高さ: 31 cm × 幅:50 cm
- 不明 - 『ベル・イル島グルファールの岩の上の夕日』, グワッシュと水彩画 ; Mbd ; サイズ ;  高さ: 26 cm × 幅:72 cm
- 不明 - 『風景』, グワッシュ; Sbd ; サイズ ;  高さ: 43,5 cm × 幅:54cm
- 不明 - 『カモメの飛行と赤い空』, グワッシュ; S ;
- 不明 - 『生い茂る池のある風景』, グワッシュ; S ; (ロシア・エルミタージュ美術館)
- 不明 - 『ベル・イル島黄金色に輝くグルファールとカモメの飛行』, グワッシュ; S ;
- 不明 - 『モルビアン湾の赤い』, グワッシュ; Mbd ; サイズ ;  高さ: 18 cm × 幅:54 cm
- 不明 - 『ヴァレンジュヴィルの崖』, グワッシュ; S ; サイズ ;  高さ: 74 cm × 幅:102,5 cm
- 不明 - 『ノルマンディー,ヴァレンジュヴィルの崖を望む』, グワッシュ; S ; サイズ ;  高さ: 26 cm × 幅:70 cm
- 不明 - ディエップの断崖、ヴァレンジュヴィルを望む, グワッシュと パステル ; S ; サイズ ;  高さ: 26 cm × 幅:72 cm

注：RMN：フランス国立美術館連合

### 絵画
- 1892年 - 『オデュッセウスとペネロペのイタケー島への出発』, HST ; SD ; (パリ国立高等美術学校の倉庫に保管)
- 1893年 - 『海岸と岩』, HST ; SD ; サイズ ;  高さ: 60 cm × 幅:92cm
- 1894年 - 『波打つ岩』, HST ; SD ; サイズ ;  高さ: 65 cm × 幅:92 cm
- 1895年 - 『ブルターニュの海岸』, HST ; SD ; サイズ ;  高さ: 65 cm X L 92 cm
- 1896年 - 『ベル・イル島グルファール』, HST ; S ; サイズ ;  高さ:51 cm × 幅:67 cm (ポン＝タヴェン美術館)
- 1896年 - 『地中海の松』, HST ; SD ; サイズ ;  高さ: 65 cm × 幅:92 cm
- 1898年 - 『海底』, HST ; SD (動物学科の講堂のためソルボンヌ大学よりの注文)
- 1900年 - 建築家マリウス・トゥドワールの下でパリ・リヨン駅のレストラン「トラン・ブルー」(青列車)の装飾に参加
- 1901年 - 『浜辺の三少女』, HST ; SDbg ; サイズ ;  高さ: 65 cm × 幅:92 cm、 ルイ・サレク美術史博物館、RMN目録番号 : SP0237)
- 1904年 - 『海辺の果樹園』 , 4つのパネル; SD (パリ・ソルボンヌ大学委員会室(旧食堂))
- 1906年 - 『オルフェウス』, HST ; SDbg ; サイズ ;  高さ: 500 cm × 幅:680 cm (国民美術協会サロン展出展, 1906年画家から国家購入、1924年ルーブル美術館へその後オルセー美術館にカタログ番号: 40、 RMN目録番号 : RF 1983 95)
- 1907年 - 『森と海』, HST ; SD (国民美術協会サロン展出展 RMN目録番号 : VZD909)
- 1908年 - 『白鳥の夜明け』, HST ; SD (国民美術協会サロン展出展  -RMN目録番号 : VZD910)
- 1909年 - 『飛躍』、HSP ; SD ; (リヨン大学医学部大劇場の装飾画。破壊された)
- 1910年 - 『海辺の庭』, HST ; SD (国民美術協会サロン展出展、RMN目録番号 : VZD908)
- 1911年 - 『エコー』, HST; SD (国民美術協会サロン展出展、 RMN目録番号 : VZD911)
- 1912年 - 『水の詩』, HST ; SD ; サイズ ;  高さ: 200 cm × 幅:250 cm (国民美術協会のために国家購入,)
- 1913年 - 『白鳥』, HST ; SD (国民美術協会サロン展出展, RMN目録番号 : VZD913)
- 1913年 - 『夜想曲』, HST ; SD (国民美術協会サロン展出展、RMN目録番号  : VZD912)
- 1914年 - 『春が到着したように』, HST ; SD (国民美術協会サロン展出展、RMN目録番号 : VZD 914)

### 国民美術協会サロン展出展作品
- 1906年 - 国民美術協会サロン展 : 『オルフェウス』
- 1907年 - 国民美術協会サロン展 : 『森と海』
- 1908年 - 国民美術協会サロン展 : 『白鳥の夜明け』
- 1910年 - 国民美術協会サロン展 : 『海辺の庭』
- 1911年 - 国民美術協会サロン展 : 『エコー』
- 1912年 - 国民美術協会サロン展 : 『水の詩』
- 1913年 - 国民美術協会サロン展 : 『白鳥』、『夜想曲』
- 1914年 - 国民美術協会サロン展 : 『春が到着したように』

### 博物館
- ルーヴル美術館グラフィックアート部門 - 『巨大な岩の島の眺め』
- ルイ・サレク美術史博物館、 ヴァル＝ドワーズ県リスールアダン - 『浜辺の三少女』
- オルセー美術館 - 『オルフェウス』,『鯛』の習作
- ポー美術館、ピレネー＝アトランティック県 - 『ポルケロール諸島ル・ソワール』
- マルロー美術館、セーヌ＝マリティーム県ル・アーヴル - 『松とヒトツバエニシダ』 - 『海辺の松』 - 『ヴァランジュヴィルの海と浜』 - 『プールヴィルの浜』 - 『プールヴィルの断崖』 - 『海辺の松と雲の印象』 - 『プールヴィルの断崖、赤い雲』 - 『赤い雲の下の断崖』 - 『嵐の海辺の断崖と松』
- ムードン美術史博物館、 オー＝ド＝セーヌ県 : 『エルキー』
- ロスコフの図像学部門、 フィニステール県 - 『海底』、『カニとイチョウガニ』、『藻類』と『岩穴の鳥』の習作の写真とネガ
- フランス国務院(柱の間)
- ポン＝タヴァン美術館、フィニステール県 - 『ベル・イル島グルファール』
- パリ市立プティ・パレ美術館 - 『水の詩』
- パリ・リヨン駅レストラン「トラン・ブルー」(作品は失われた)
- ヴァンヌ美術館、モルビアン県
- エルミタージュ美術館、ロシア -『生い茂る池のある風景』
- リヨン大学医学部 - 大劇場 (飛躍)、現在は取り壊されている
- ロンシャン宮殿、マルセイユ、1899
- パリ・ソルボンヌ大学 - 『海辺の果樹園』, 委員会室(旧食堂)のレステレルの風景を想起させる4つのパネル、1904年
- パリ国立高等美術学校 - 『オデュッセウスとペネロペのイタケー島への出発』
- 荷主合同協会の会議室 (1920-1923)

### 展覧会、画廊展
- 1897年 - 「最初の個展」、ボーディネール画廊
- 1912年 - 「オービュルタンの水彩画」、デボンデェ画廊、2月16-29日
- 1990年 - 「海の象徴、ジョン＝フランシス・オービュルタン」、パリ3, 9, 14区市庁舎移動展示会
- 1990年 - 「海の象徴、ジョン＝フランシス・オービュルタン」、モルレー・ジャコバン美術館
- 2004年 - 「ジョン＝フランシス・オービュルタン展」、ポン＝タヴァン美術館、3月20日-6月21日
- 2004年 - 「グループ展・神々と人間」、パリ国立高等美術学校、9月21日-11月28日
- 2005年 - 「グループ展・神々と人間」、ニューヨークダーヘシュ美術館および ニュージャージー州 プリンストン大学美術館、秋-冬
- 2005年 - 「グループ展・ブレア・ポンシューの風景」、ロッシュ・ジャギュ、5月-11月
- 2006年 - 「ジョン＝フランシス・オービュルタン展」、 ル・アーヴルのマルロー美術館[1]、2006年10月14日-2007年1月28日
- 2007年 - 「グループ展・: Les peintres du rêve en Bretagne, ブレスト美術館、2006年10月27日-2007年1月31日
- 2008年 - 「Ｊ．Ｆ．オービュルタンの場所」、 ヴァンヌ美術館
- 2010年 - 「Ｊ．Ｆ．オービュルタンと地中海、泡と浜辺展」、マルティーグ
- 2010年 - 「Ｊ．Ｆ．オービュルタン展、海に面して」、イエール美術館

### 賞
- 1892年 - パリ国立高等美術学校 Fortin d'Ivry 賞(『オデュッセウスとペネロペのイタケー島への出発』)

### 称号
- 1899年 パリの国民美術家協会員

レジオンドヌール勲章騎士